# Bandgap

Bandgap i metaller, halvledare och isolatorer.

Bandgapet är inom fasta tillståndets fysik en grundläggande storhet för halvledare och isolatorer.  Den anger den minsta mängd energi som krävs för att föra en elektron från de högsta ockuperade tillstånden till de lägsta oockuperade tillstånden, med andra ord avståndet mellan ledningsbandets botten och valensbandets topp. För metaller är denna skillnad noll; banden överlappar varandra. Bandgapet ger en förklaring av elektriska egenskaper som låg konduktivitet och optiska egenskaper som transparens.

## Valensband
Valensbandet innehåller ett ämnes valenselektroner. I fria atomer har elektronerna exakt bestämda energier och områden mellan dem är "förbjudna", det vill säga omöjliga. Men när atomer ligger tätt intill varandra, påverkar atomernas elektroner varandra. Det uppstår molekylorbitaler med nya energinivåer. Om det bara finns två atomer, uppstår två nya orbitaler, en bindande och en antibindande orbital, med två energinivåer. Om det finns många atomer uppstår lika många orbitaler och energinivåer. Energiskillnaden mellan högsta och lägsta nivå beror på den rumsliga överlappningen mellan atomernas vågfunktioner, det vill säga på hur stora atommolnen är i förhållande till deras inbördes avstånd. I en bit av ett fast material är antalet elektroner jämförbart med Avogadros tal, vilket ger storleksordningen av antalet tillstånd mellan högsta och lägsta nivå. Denna enorma mängd av nivåer innebär i praktiken att det finns ett kontinuum av tillåtna energier, ett band.
I en oxids valensband förekommer syrejonernas 2p-band och i koksalt består valensbandet av klorjonernas Cl 3p tillstånd. För kovalenta ämnen som diamant och kisel är förhållandena mer subtila. Där består valensbandet mest av elektroner i kovalenta bindningar.

## Ledningsband
För ett rent ämne vid låga temperaturer är ledningsbandet tomt. Men det finns möjliga energinivåer för elektroner. För till exempel NaCl består de lägsta av dessa tillstånd av natrium 3s- och 3p-orbitaler.